# 牛尾独活
牛尾独活也叫独活、大活、假羌活，是伞形科独活属多年生草本植物，分布于四川、湖北。